# NGC 3335
NGC 3335 est une galaxie lenticulaire située dans la constellation de l'Hydre. Elle a été découverte par l'astronome américain Frank Müller en 1886.

## Caractéristiques
Sa vitesse par rapport au fond diffus cosmologique est de 3 882 ± 25 km/s, ce qui correspond à une distance de Hubble de 62,4 ± 4,4 Mpc (∼204 millions d'al).
À ce jour, une mesure non basée sur le décalage vers le rouge (redshift) donne une distance d'environ 32,700 Mpc (∼107 millions d'al). Cette valeur est loin à l'extérieur des valeurs de la distance de Hubble. Notons cependant que c'est avec la valeur moyenne des mesures indépendantes, lorsqu'elles existent, que la base de données NASA/IPAC calcule le diamètre d'une galaxie et qu'en conséquence le diamètre de NGC 3335 pourrait être d'environ 29,9 kpc (∼97 500 al) si on utilisait la distance de Hubble pour le calculer.

## Groupe de NGC 3313
NGC 3335 est un membre du groupe de NGC 3313. Outre NGC 3313, ce groupe compte au moins 5 autres galaxies : NGC 3331, IC 2589, IC 2594, ESO 501-1 et ESO 501-62.
NGC 3335 et donc toutes les galaxies du groupe de NGC 3313 font partie l'amas de l'Hydre (Abell 1060). L'amas de l'Hydre est l'amas dominant du superamas de l'Hydre-Centaure.